# Theodore Schultz
Theodore William Schultz (ur. 30 kwietnia 1902 w Arlington, Dakota Południowa, zm. 26 lutego 1998 w Evanston, Illinois) – amerykański ekonomista, laureat Nagrody Banku Szwecji im. Alfreda Nobla w dziedzinie ekonomii w 1979 roku.
Był profesorem Iowa State College (1930–1943) oraz University of Chicago (1943–1972). Jako uznany specjalista w dziedzinie ekonomiki rolnictwa i zasobów ludzkich pracował jako doradca w Departamencie Rolnictwa i Departamencie Stanu Stanów Zjednoczonych. W rozważaniach nad teorią rozwoju kładł nacisk na znaczenie kapitału ludzkiego.
W 1979 roku otrzymał Nagrodę Banku Szwecji im. Alfreda Nobla w dziedzinie ekonomii (razem z Arthurem Lewisem) za pionierski wkład w badania rozwoju gospodarczego ze szczególnym uwzględnieniem problemów krajów rozwijających się.

## Wybrane publikacje
- Agriculture in a Unstable Economy (1945)
- Transforming Traditional Agriculture (1964)
- Investing in People. The Economics of Population Quality (1981)